# Eublemma virilis
Eublemma virilis är en fjärilsart som beskrevs av Embrik Strand 1917. Eublemma virilis ingår i släktet Eublemma och familjen nattflyn. Inga underarter finns listade i Catalogue of Life.